# Samomrzeći Židov
Samomrzeći Židov (eng. self-hating Jew) je pojam koji se rabi za osobe židovskog podrijetla koje gaje antisemitske osjećaje ili zalažu protiv Židova i Države Izrael. Ovaj koncept je postao široko popularan nakon objave knjige Theodora Lessinga Der Jüdische Selbsthass ("Židovska samomržnja") 1930. godine; te je postao važan element u žestokim raspravama o cionizmu za vrijeme i nakon hladnog rata.
U povijesti su Židovi koristili termin radi opisivanja onih Židova koji su se zalagali za ukidanje židovstva radi asimilacije u druge narode, a danas za one Židove koji se zalažu za ukidanje Države Izrael.
Ovaj pojam ima dugu povijest u debati o ulozi Izraela u oblikovanju židovskog identiteta, i također se koristi za židovsko kritiziranje političkog smjera izraelske vlade.
Prema nekim autorima, izraz "samomrzeći Židov" se često koristi da bi se ponizili Židovi koji imaju drugačiji životni stil, životne interese, ili politička gledišta od onih koji ih optužuju za to.  Neki kritičari korištenja termina osporavaju da bi uopće postojalo nešto kao što je "samomrzeći Židov", smatrajući da je sam koncept potpuno lažan, da se koristi samo za marginaliziranje i demoniziranje političkih protivnika i da se često koristi za osobne napade kod debata oko novog semitizma.
Sociolog Irving Louis Horowitz prihvaća korištenje termina samo za one Židove koji predstavljaju opasnost židovskoj zajednici, gdje pojam "židovskog samomrsca" koji opisuje ponašanje "dvorskog Židova" koji potvrđuje klevetanje protiv Židova, u svojem nastojanju da udvori svojim gospodarima.